# Indecente
«Indecente» es una canción de la cantante, compositora brasileña Anitta, forma parte de su cuarto álbum de estudio, aún sin nombre. La canción fue compuesta por la propia Anitta en sociedad con Umberto Tavares y Jefferson Junior, la banda fue grabada totalmente en español, siendo su tercera aventura por el idioma - y la primera liberada sin tener una versión en portugués grabada antes, como "Zen" y " Sim ou Não". La canción explora la mezcla de dos de los principales géneros musicales que compusieron bandas exitosas en el mercado internacional este año, dancehall y house tropical - popularizadas en canciones de Justin Bieber, Ed Sheeran y Rihanna - evolucionando las características artísticas de la cantante en relación a sus trabajos de la misma manera.
"Indecente" recibió evaluaciones positivas de los críticos especializados, siendo clasificada como "simple, adictiva y sin pretensiones". Para Anderson Neves, del portal original Tune, la canción no quedaba debida a artistas internacionales y la comparó con el potencial de éxito de «Despacito», de Luis Fonsi, y «Me enamoré», de Shakira. Otros críticos también evaluaron que con la canción, Anitta seguía la misma cartilla de Shakira y Enrique Iglesias al apostar al español para conquistar a las 33 millones de personas que hablan la lengua en Estados Unidos, calzando así un camino para lanzarse en inglés en el futuro.

## Video musical
Anitta grabó el videoclip de "Indecente" en una discoteca el 3 de marzo con varios bailarines.

## Lista de canciones
- Sencillo CD/Descarga digital

| Indecente |             |          |  |
| N.º       | Título      | Duración |  |
| 1.        | «Indecente» | 3:22     |  |

## Créditos y personal

### Personal
- Composición – Larissa Machado, Umberto Tavares, Jefferson Junior
- Ilustración – Larissa Machado